# Bobby Trainor
Bobby Trainor (25 aprile 1934) è un ex calciatore nordirlandese, di ruolo centrocampista.

## Carriera
Ottenne 5 presenze e 3 reti nella Nazionale nordirlandese dilettanti tra il 1958 e il 1959 e 2 presenze nella selezione della Irish League.